# Anders Årfelt

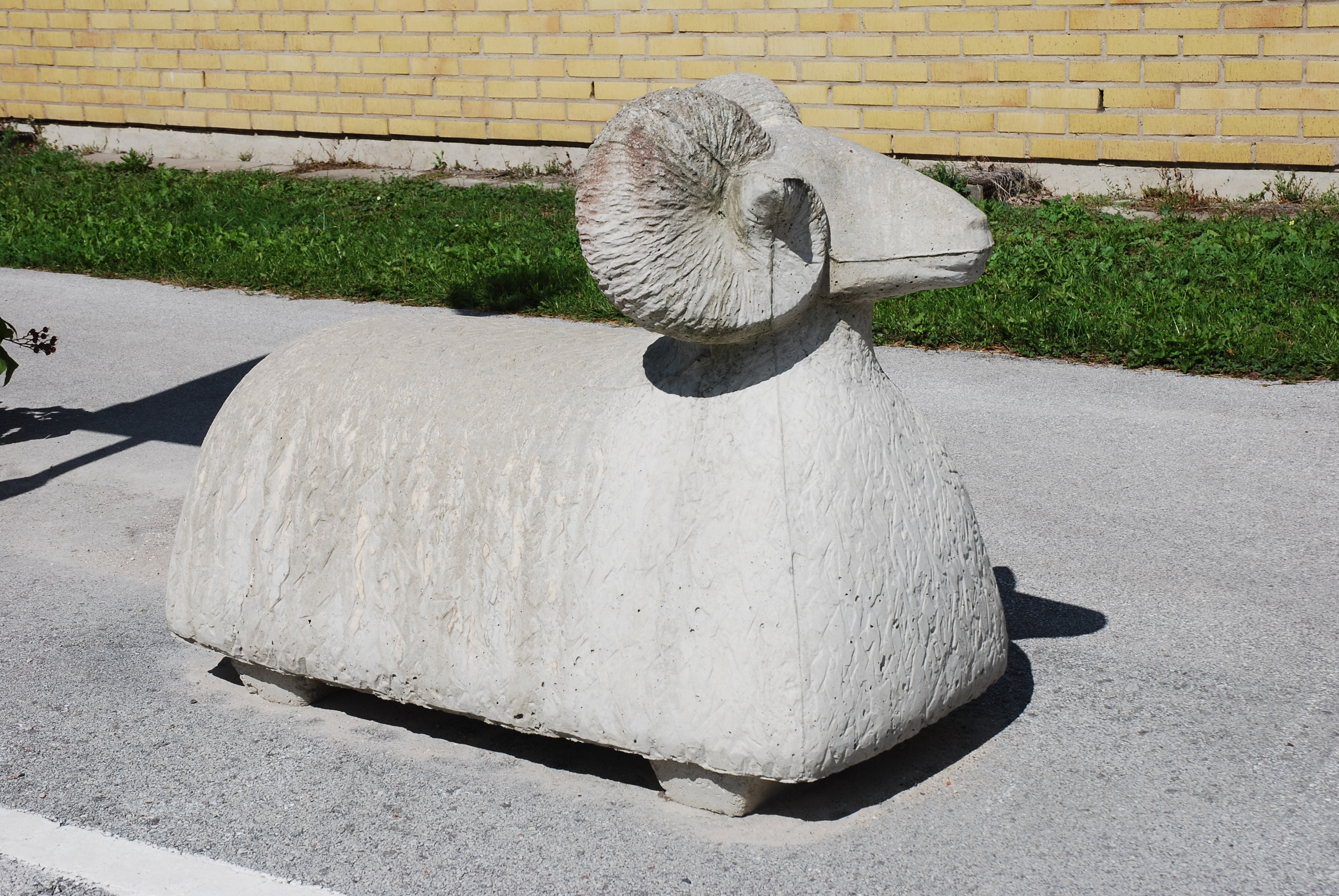
Bagge i Slite

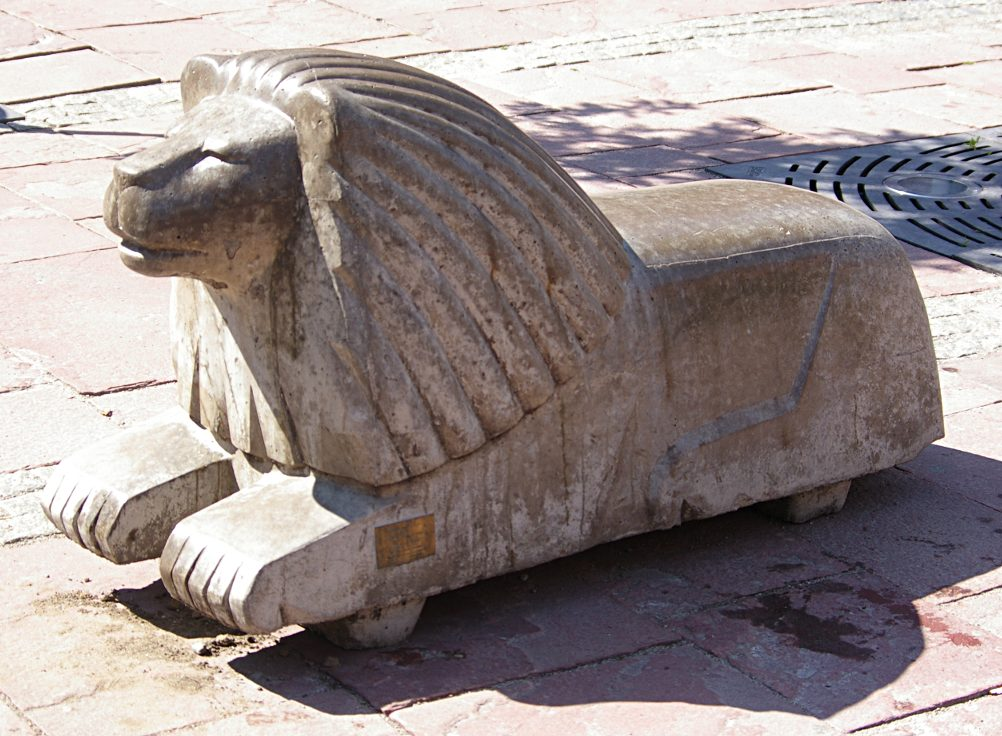
Linköpingslejon

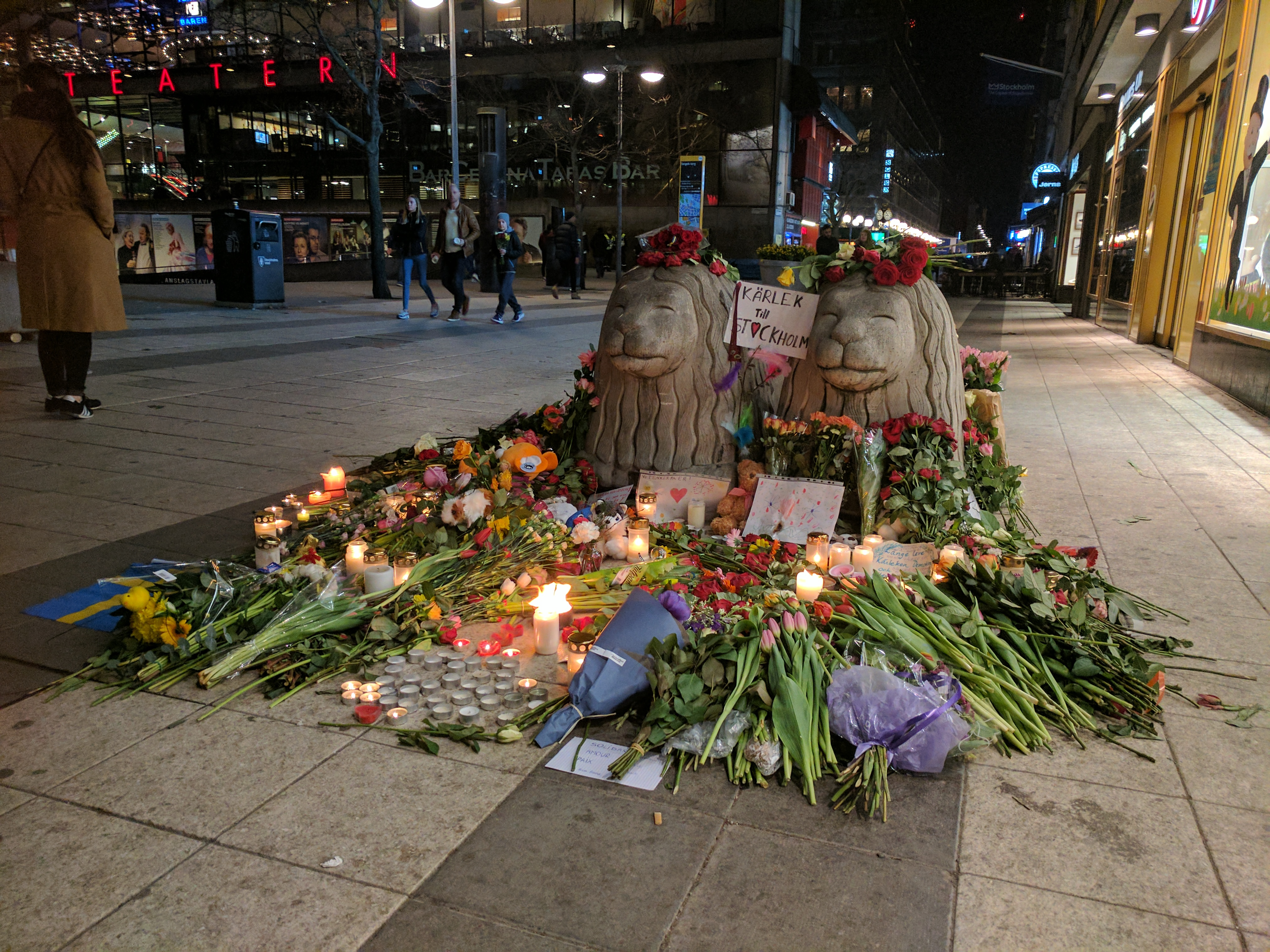
Stockholmslejon på Drottninggatan efter Attentatet i Stockholm 2017.

Per Anders Årfelt, född 8 mars 1934, är en svensk målare, tecknare och skulptör. 
Han är son till byggnadsingenjören Lars-Gunnar Årfelt och Ingrid Maria Dahlin och från 1959 gift med keramikern Astrid Årfelt samt far till arkitekten Alfred Årfelt och konstnären Amalia Årfelt. Efter avlagd studentexamen 1955 studerade Årfelt ett par månader vid Signe Barths målarskola i Stockholm 1956–1957 Han genomgick Teckningslärarinstitutet vid konstfackskolan 1957–1961 och var med många avbrott elev vid Konsthögskolan 1961–1967. Han bedrev självstudier under resor till Spanien och Frankrike. Han tilldelades stipendium från Ax:son Johnsons stiftelse 1963 och ur Konstakademiens Smiths fond 1964. Han medverkade några gånger i Nationalmuseums utställning Unga tecknare. Hans konst består av landskapsmotiv, porträtt nonfigurativa kompositioner utförda som oljemålningar och teckningar samt skulpturala arbeten i betong och sten. Årfelt är representerad med bildkonst vid Moderna museet och Kungliga sjökrigsskolan.

## Betonghinder
Anders Åfelt skapade år 1993 i samarbete med Gotlands kommun och Skanska ett trafikhinder i betong, en så kallad betongsugga, i form av ett gutefår, vilket först placerades i Österport i Visby. Sedermera har den ursprungliga baggen kompletterats med en tacka i betong, och numera finns fler än 250 sådana fårtrafikhinder utplacerade i kommunen. Gotlands kommun har valt att inte låta andra svenska kommuner använda betongdjur i samma gestaltning på andra platser i Sverige. Sedan 2009 finns emellertid de två skänkta baggarna Gute och Gunnfjaun vid ubåten HMS Gotlands kajplats i örlogsbasen i Karlskrona.
Själva idén med konstnärligt utformade betonghinder i djurform i stället för konventionella betongsuggor, har sedan spridits till andra kommuner. Anders Årfelt har själv skapat liknande betonghinder i form av lejon för Stockholm och för Linköping 2003. Stockholmslejon i betong har varit utplacerade på Drottninggatan i Stockholm gågatedel sedan 1995.

## Offentlig konst i urval
- Vilande tacka, betong, utsmyckning i kvarteret Melonen i Visby
- Boll med skruv, betong, 1986, utanför Södervärnshallen i Visby
- Bagge, betong, 1993, trafikhinder i Visby (och senare också tacka av betong)
- Stockholmslejonet, betong,1995, trafikhinder på Drottninggatan i Stockholm
- Linköpingslejonet, betong, 2003, Biskopsparken i Linköping